# Peter Fishman
Peter Fishman in russo Пётр Аронович Фишман? (Kiev, 30 novembre 1955) è uno scultore e pittore russo.

## Biografia

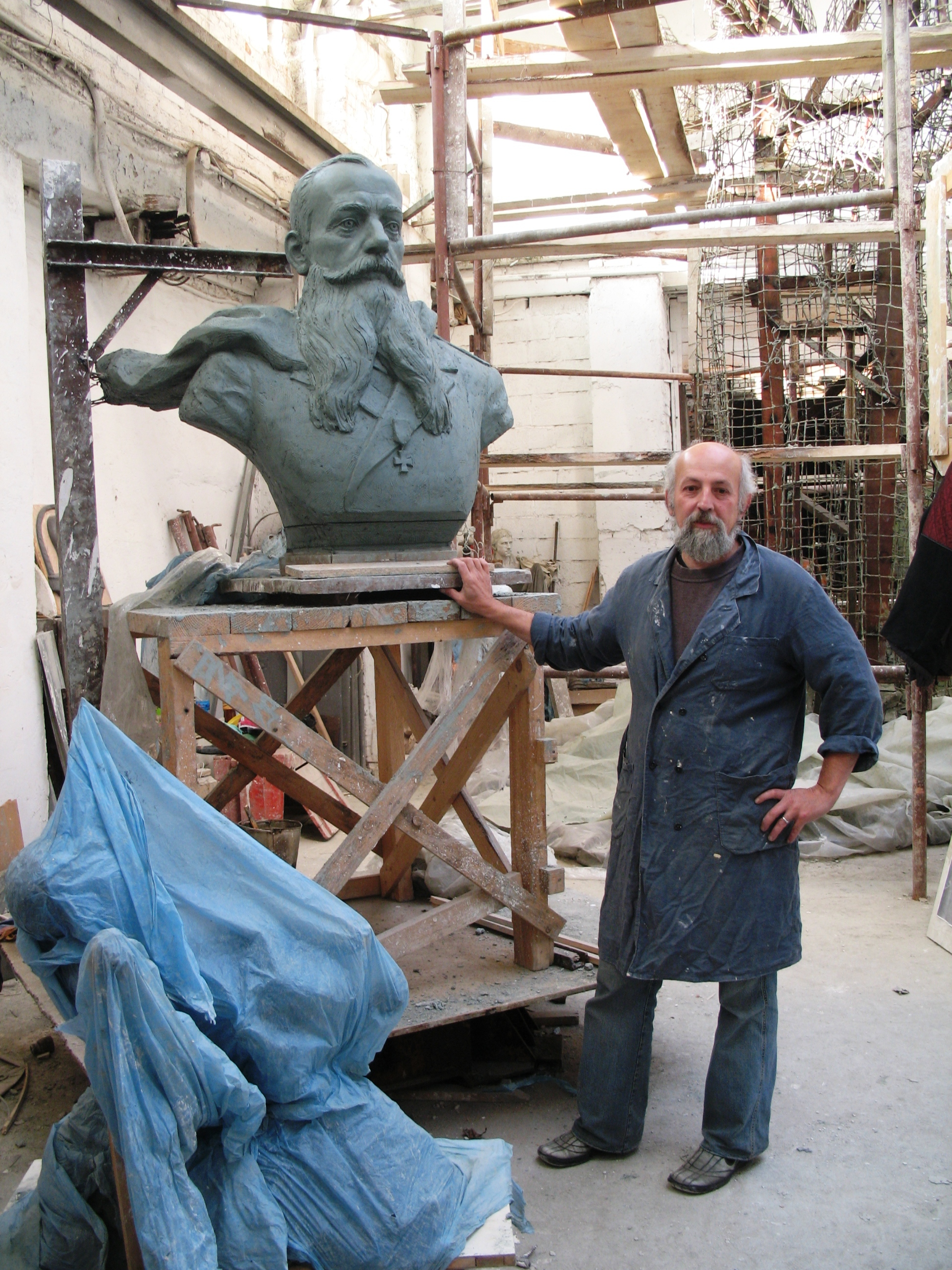
Mentre si lavora sulla statua dell'ammiraglio Makarov

Nato in una famiglia di origine ebraica, durante l'infanzia ha abitato in varie città  paesi (Mongolia, Kazakistan, Ucraina e Russia) al seguito del padre ufficiale nell'esercito sovietico. All'età di 12 anni si stabilì con la famiglia nella città di Smolensk. Fin da quando era bambino ha mostrato una naturale predisposizione all'arte e alla lavorazione di diversi materiali. Ha iniziato a dipingere nello studio artistico del locale Palazzo dei Pionieri e, alcuni anni dopo, iniziò a frequentare la Scuola d'Arte di Smolensk. Dopo aver concluso la Scuola d'Arte, ha proseguito la sua formazione nel campo delle Belle Arti al dipartimento di Arte nell'Istituto Pedagogico dello Stato di Smolensk. Nel 1978, sotto la supervisione dell'artista del popolo Al'bert Sergeev, ha brillantemente esposto il suo progetto di tesi di laurea ottenendo un premio speciale dalla commissione. 
Dal 1980 al 1986 Peter ha lavorato come restauratore artistico e conservativo al Museo di Stato di Smolensk. Attualmente, oltre alle attività artistiche ed educative, è impegnato nel restauro di monumenti con valore storico-artistico. Dal 1978 ha partecipato regolarmente a mostre ed esposizioni nei vari paesi dell'ex Unione Sovietica. Nel 1989 Peter Fishman è diventato socio dell'Associazione artistica della Federazione Russa. Nel 1998 e nel 2000 ha organizzato il simposio di sculture in pietra a Smolensk. 
Convinto promotore dell'importanza degli scambi artistico-culturali fra i diversi paesi, nel 2005 è stato nominato direttore artistico per i progetti tra la città di Smolensk e la città gemellata Hagen (Germania).
Peter Fishman scolpisce in bronzo, legno e pietra. Predilige l'arte figurativa: busti e figure umane intere (uomini e donne) riproduzioni dal vero, da stampe o fotografie; animali ed altro. Dall'osservazione della vita riesce a cogliere ciò che è speciale e sublime e manifestarlo nel progetto scultoreo. Ciò avviene attraverso l'uso di tecniche raffinate di cui è esperto, tenendo sempre d'occhio la struttura precisa e il giusto utilizzo della composizione naturale dei materiali.
Peter Fishman si occupa inoltre di sviluppo e decorazione per progetti architettonici nello spazio che c'è tra arte e ingegneria edile.

## Riconoscimenti
- 2005 — sovvenzione statale dell'Unione degli Artisti della Russia nel campo delle Belle Arti
- 2004 — diploma dell'Accademia degli Artisti della Russia
- 1999 — diploma dell'Unione degli Artisti della Russia

## Sculture Monumentali
- 2013 — La tavola del Generale Sovietico Ivan Černjachovskij, Bronzo. Smolensk, Russia
- 2011 — Busto del Generale Maggiore Evgeni Olenin, Bronzo. Smolensk, Russia
- 2010 — Busto del vice Ammiraglio Stepan Makarov, Bronzo. Smolensk, Russia
- 2008 — Busto del Generale Maggiore Konstantin Rakutin, Bronzo. El'nja, Russia
- 2005 — Il pesce dei desideri, Granito. Hagen, Germania
- 2005 — Phoenix, Granito. Hagen, Germania
- 2005 — Busto di Aleksandr Olejnik, Bronzo. Smolensk, Russia
- 2004 — Busto del Generale Luogotenente Nikolaj Gagen, Bronzo. El'nja, Russia
- 2002 — Busto del Generale Maggiore Vasilij Sosedov, Bronzo. Smolensk, Russia
- 2001 — Nudo, Granito. Hagen, Germania
- 2000 — Pesce unico, Granito. Smolensk, Russia
- 1998 — Musa dello scultore, Granito. Smolensk, Russia